# Fabien Barengo
Fabien Barengo est un joueur international français de rink hockey né le 17 août 1996. Il évolue depuis 2018 au SCRA Saint-Omer.

## Parcours
Il commence le rink hockey à Drancy pour rejoint Noisy-le-Grand en 2014. Il y reste jusqu'en 2018. Il part de Noisy-le-Grand pour se rendre à Saint-Omer.
À l'été 2020, alors qu'il annonce son départ de Saint-Omer, il décide finalement de rester dans l'équipe première de Saint-Omer.

## Palmarès
Il participe au championnat du monde 2019. À l'issue de la compétition, l'équipe de France termine à la quatrième place, la meilleure performance de son histoire. 

### Liens Externes
- Fiche joueur sur ffrs
- Fiche joueur sur wseurope